# Kíssamos

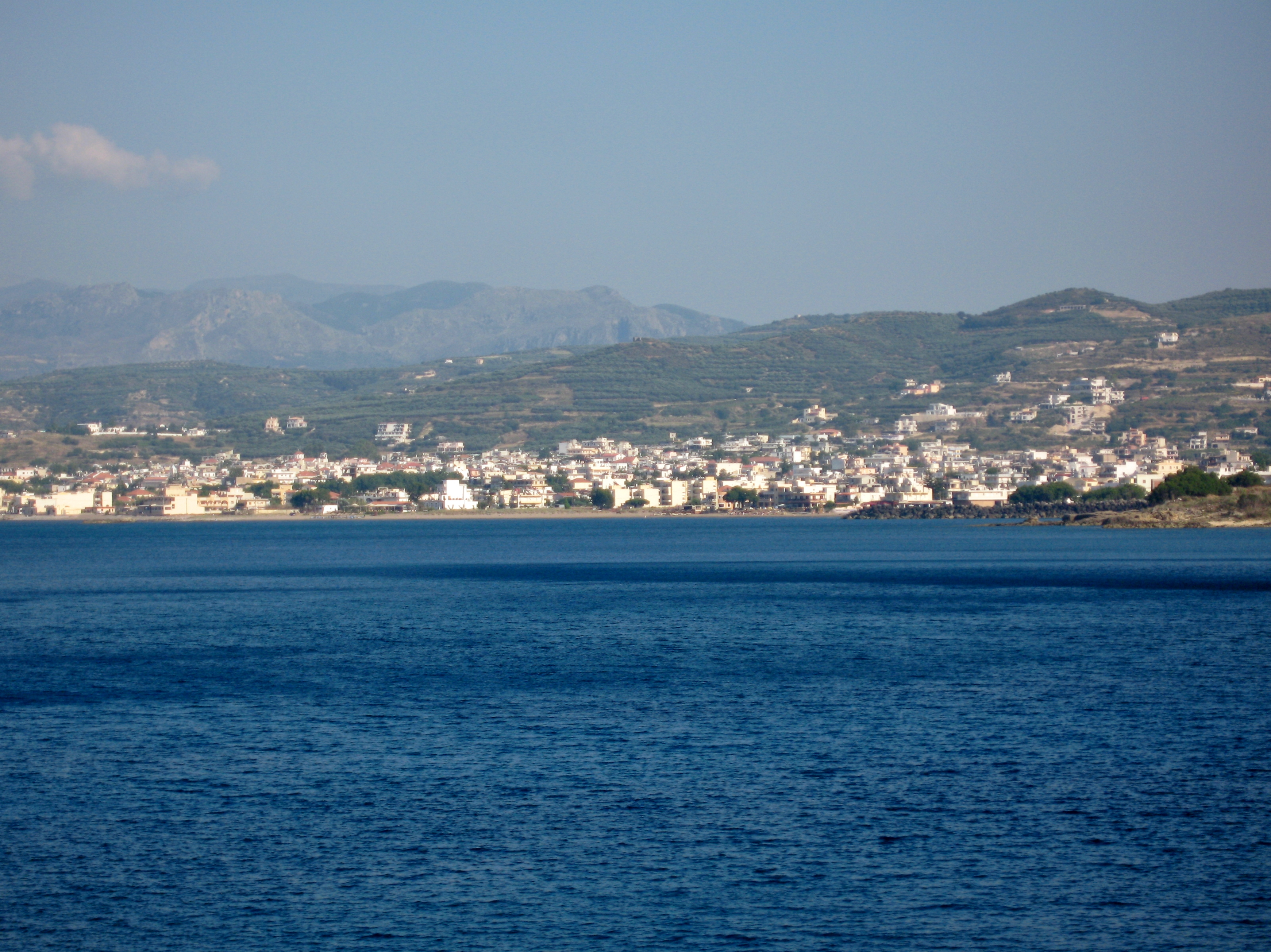
Kíssamos

Kíssamos (grec moderne : Κίσσαμος), également connu sous le nom Kastélli Kissámou (grec moderne : Καστέλλι Κισσάμου), est une ville de l'ouest de la Crète, située au fond de la baie de Kíssamos. Elle est le chef-lieu du dème de Kíssamos, dans le district régional de la Canée et l'ancien chef-lieu de la province de Kíssamos.
La localité s'appelait avant 1969 Kastélli (le château), en raison de la forteresse que les Vénitiens y construisirent ; ce nom est encore souvent utilisé, sous différentes formes : Kastélli, Kastélli Kissámou, Kastélli-Kíssamos.
C'est un port de pêche, qui bénéficie d'une liaison régulière de ferry vers le Péloponnèse via Cythère ; c'est aussi le point de départ de bateaux d'excursion qui emmènent les touristes autour de la presqu'île de Gramvoússa jusqu'aux îles de Gramvoússa (Ímeri Gramvoússa, où se trouvent les ruines d'un fort vénitien, et Ágria Gramvoússa) et à la plage de Bálos.

## Histoire
Il reste très peu de vestiges de la cité antique de Kíssamos (grec ancien : Κίσαμος).
Des vestiges de l'époque minoenne ont été découvert en 2024 lors de la construction d'un radar pour un aéroport. Le site fait environ 1800 m² et se situe au sommet d’une colline, à 494 m au-dessus de la mer. Il a une forme circulaire et fait 48 mètres de diamètre. Il y a huit anneaux en pierre d’environ 1m40. Ils sont superposés les uns aux autres et verticalement entrecoupés de pans de murets.
Un évêché est créé à Kíssamos ; il était suffragant de l'archevêché de Gortyne. Il existe toujours une métropole orthodoxe de Kíssamos et Sélinos (el) dépendante de l'église de Crète. Après la conquête vénitienne, un diocèse catholique a été établi ; il a disparu vers 1600 et est devenu un siège titulaire.

## Dème de Kíssamos
Kíssamos est, depuis la réforme territoriale de 2011, le chef-lieu d'un dème. Cette municipalité couvre toute l'extrémité nord-ouest de la Crète. Elle remplace trois municipalités antérieures, qui sont devenues des districts municipaux :
- Kíssamos, au nord-ouest.
- Innachório, au sud. Chef-lieu : Élos.
- Mýthimna, au nord-est. Chef-lieu : Drapaniás.